# William Martin Willis
William Martin Willis Jr. (27 février 1938 - 13 février 2018) est un musicien, compositeur et arrangeur américain de Rockabilly. Il est saxophoniste, clarinettiste et flûtiste dans plusieurs groupes dans les années 1950 et 1960.Tout au long de sa carrière, Willis enregistre avec plusieurs musiciens, dont Conway Twitty, Charlie Rich, Roy Orbison, Jerry Lee Lewis, Billy Lee Riley, Eddie Cash, Johnny Bernero, Narvel Felts, Roland Janes, Barbara Pittman et Bill Black.Il est un musicien original de Sun Studio et membre du Rockabilly Hall of Fame.